# Kabekelan
Kabekelan is een bestuurslaag in het regentschap Kebumen van de provincie Midden-Java, Indonesië. Kabekelan telt 2184 inwoners (volkstelling 2010).